# فالدزهوت-تينغن
والدزهوت تينغن (بالألمانية: Waldshut-Tiengen) هي Grosse Kreisstadt، مدينة وبلدة ألمانية تقع في Waldshut في ألمانيا. يقدر عدد سكانها بـ 22,586 نسمة .

## المدن التوأمة
مدن بلوا، لويس (المملكة المتحدة) وCourtenay هي مدن توأمة لـوالدزهوت تينغن.

## أعلام
- فيرنر كيرن
- توماس دورفلينجر
- فيليب مانينغ
- يوهان فلوم